# Giulio Paolini
Giulio Paolini (Genova, 5 novembre 1940) è un artista, pittore e scultore italiano, la cui produzione si inscrive in un ambito di ricerca di matrice concettuale. Vive e lavora a Torino.

## Biografia
Figlio secondogenito di Angelo Paolini, un economista e di Teresita De Maria, una insegnante di scuola media, dopo l'infanzia trascorsa a Bergamo, nel 1952 si trasferisce con la famiglia a Torino. Frequenta l'Istituto Tecnico Industriale Statale per le Arti Grafiche e Fotografiche, diplomandosi nel 1959 nella sezione di Grafica. Fin da giovane si interessa all'arte, prima frequentando musei e gallerie e consultando periodici d'arte, poi,  verso la fine degli anni cinquanta, sperimentando le prime prove pittoriche. La scoperta della grafica di impronta moderna durante gli studi e la presenza in casa di riviste d'architettura – il fratello maggiore, Cesare, è architetto, autore dell'opera di radical design Poltrona Sacco – contribuiscono a orientarlo a una linea di ricerca tesa verso l'azzeramento dell'immagine. Nel 1960 realizza la sua opera d'esordio, Disegno geometrico, costituita dalla squadratura a inchiostro della superficie di una tela dipinta a tempera bianca. Questo gesto preliminare di qualsiasi rappresentazione rimarrà il punto di “eterno ritorno” dell'universo di pensiero paoliniano: momento topico e istante originario che rivela l'artista a sé stesso, rappresenta il fondamento concettuale di tutto il suo lavoro futuro.
Nei primi anni sessanta Paolini sviluppa la propria ricerca focalizzando l'attenzione sui componenti stessi del quadro, sugli strumenti del pittore e sullo spazio della rappresentazione. Nella sua prima mostra personale, nel 1964 a Roma alla Galleria La Salita diretta da Gian Tommaso Liverani, presenta una serie di pannelli di legno grezzo appoggiati alla parete, che suggeriscono l'idea di una mostra in allestimento. L'esposizione è visitata da Carla Lonzi e Marisa Volpi, che di lì a poco scriveranno i primi testi critici sul giovane artista. Nel 1965 Paolini introduce la fotografia, che gli consente di estendere la propria indagine alla relazione tra autore e opera (Delfo, 1965; 1421965, 1965). Nello stesso anno, grazie a Carla Lonzi, conosce Luciano Pistoi, titolare della Galleria Notizie a Torino, che lo avvicina a una nuova cerchia di amici e collezionisti e diventa il suo principale mercante fino all'inizio degli anni settanta.
Tra il 1967 e il 1972 il critico Germano Celant lo invita a partecipare alle mostre sull'Arte Povera, che sanciscono l'associazione del suo nome a questa tendenza. Di fatto, la posizione di Paolini si distingue nettamente dal clima vitalistico e dalla “fenomenologia esistenziale” che distingue le proposizioni degli artisti appoggiati da Celant. Paolini dichiara ripetutamente la sua intima appartenenza alla storia dell'arte e si identifica in modo programmatico con l'io collettivo degli artisti che lo hanno preceduto. A questo intento, estraneo al panorama militante della fine degli anni sessanta, vanno ricondotte alcune tra le sue opere più note: Giovane che guarda Lorenzo Lotto (1967), gli “autoritratti” da Poussin e da Rousseau (1968) e i quadri in cui riproduce particolari di dipinti antichi (L'ultimo quadro di Diego Velázquez, 1968; Lo studio, 1968). Tra i principali riferimenti paoliniani di questi anni figurano Jorge Luis Borges, cui rende più volte omaggio, e Giorgio De Chirico, dal quale prende in prestito la frase costitutiva del lavoro Et.quid.amabo.nisi.quod.ænigma est (1969).
Gli anni settanta coincidono con i primi riconoscimenti ufficiali: dalle mostre all'estero che lo inscrivono nel circuito delle gallerie d'avanguardia internazionali, alle prime esposizioni nei musei. Nel 1970 partecipa alla Biennale di Venezia con l'opera Elegia (1969), in cui utilizza per la prima volta un calco in gesso di un soggetto antico: si tratta di un calco dell'occhio del David di Michelangelo con un frammento di specchio applicato sulla pupilla. Tra le tematiche di rilievo in questo decennio figura lo sguardo retrospettivo sul proprio lavoro: dalla citazione letterale di dipinti illustri giunge all'autocitazione, proponendo una storicizzazione in prospettiva delle sue opere. Lavori come La visione è simmetrica? (1972) o Teoria delle apparenze (1972) alludono all'idea del quadro come contenitore potenziale di tutte le opere passate e future. Nella stessa linea d'intenti si colloca anche il motivo della prospettiva (La Doublure, 1972-73): la visione prospettica disegna uno spazio illusorio, che crea una distanza fondamentale rispetto all'opera. Altro tema indagato con particolare interesse in questo periodo è quello del doppio e della copia, che trova espressione soprattutto nel gruppo di lavori intitolati Mimesi (1975-76), costituiti da due calchi in gesso di una statua antica collocati uno di fronte all'altro, a porre in questione il concetto stesso di riproduzione e rappresentazione.
Gli anni ottanta costituiscono il periodo più denso di mostre e retrospettive, accompagnate da importanti pubblicazioni monografiche. Nella prima metà del decennio inizia ad affermarsi una dimensione esplicitamente teatrale, segnata da lavori e allestimenti articolati nello spazio e contraddistinti da frammentazione e dispersione (La caduta di Icaro, 1982; Melanconia ermetica, 1983), nonché dall'introduzione di figure teatrali, quali i valets de chambre settecenteschi e altre controfigure dell'autore, indumenti e oggetti (Place des Martyrs, 1983; Trionfo della rappresentazione, 1984; Les instruments de la passion, 1986). La poetica paoliniana si arricchisce notevolmente di attributi letterari e riferimenti mitologici; il repertorio iconografico si estende fino a includere immagini cosmiche. Negli ultimi anni ottanta la riflessione paoliniana verte principalmente sull'atto stesso dell'esporre. A partire dalla personale al Musée des Beaux-Arts di Nantes nel 1987 il concetto di esposizione si configura progressivamente come “opera delle opere”: gli allestimenti privilegiano una visione associativa e dialogica dei lavori esposti.
Nel corso degli anni novanta l'approfondimento dell'idea di esposizione si declina in altre e nuove modalità: gli allestimenti, sempre più complessi, osservano spesso una tipologia additiva (serialità, giustapposizione), oppure centrifuga (dispersione o disseminazione a partire da un nucleo centrale) o centripeta (concentrazione e sovrapposizione implosiva). Il luogo dell'esposizione diventa il palcoscenico per eccellenza del “teatro dell'opera”, ossia dell'opera nel suo farsi e disfarsi: il luogo che definisce l'eventualità stessa del suo accadere (Esposizione universale, 1992; Teatro dell'opera, 1993; Essere o non essere, 1995). Il compimento dell'opera è peraltro costantemente differito, lasciando lo spettatore in un'attesa perenne: la stessa che l'artista sperimenta sempre da capo al suo tavolo di lavoro, nell'attesa che l'opera si manifesti.
Negli anni duemila acquista particolare rilievo – tanto nelle opere quanto negli scritti – un altro tema particolarmente caro a Paolini: l'identità dell'autore, la sua condizione di spettatore, il suo mancato contatto con l'opera, che sempre lo precede e lo supera.
La poetica e la pratica artistica di Paolini si connotano, nel suo complesso, come una meditazione autoriflessiva sulla dimensione dell'arte, sulla sua “classicità” senza tempo e sulla sua prospettiva senza punto di fuga. Attraverso la fotografia, il collage, il calco in gesso e il disegno l'intento è sempre di nuovo quello di indagare, con grande rigore concettuale, la natura tautologica e nello stesso tempo “metafisica” della pratica artistica.

## Attività espositiva
A partire dalla prima personale nel 1964 a Roma, Paolini ha esposto in gallerie e musei di tutto il mondo.
La collaborazione con le gallerie d'avanguardia italiane degli anni sessanta e settanta (La Salita, Roma; Galleria Notizie, Torino; Galleria dell'Ariete, Milano; Galleria del Leone, Venezia; La Tartaruga, Roma; L'Attico, Roma; Studio Marconi, Milano; Modern Art Agency, Napoli) è integrata rapidamente dalla regolare presenza in importanti gallerie straniere (dal 1971 Paul Maenz, Colonia; dal 1972 Sonnabend, New York; dal 1973 Annemarie Verna, Zurigo; dal 1976 Yvon Lambert, Parigi; dal 1977 Lisson Gallery, Londra).
Dagli anni ottanta, Paolini è rappresentato principalmente dalle gallerie Christian Stein, Milano; Massimo Minini, Brescia; Alfonso Artiaco, Napoli; Yvon Lambert, Parigi e Marian Goodman, New York.
Le grandi antologiche nei musei prendono avvio verso la fine degli anni settanta (Istituto di Storia dell'Arte dell'Università di Parma, Parma, 1976; Städtisches Museum, Mönchengladbach, 1977; Mannheimer Kunstverein, Mannheim, 1977; Museo Diego Aragona Pignatelli Cortes, Napoli, 1978; Stedelijk Museum, Amsterdam/The Museum of Modern Art, Oxford, 1980) per culminare nella seconda metà degli anni ottanta (Le Nouveau Musée, Villeurbanne, 1984, itinerante a Montréal, Vancouver e Charleroi; Staatsgalerie Stuttgart, Stoccarda, 1986; Castello di Rivoli, Rivoli, 1986; Galleria Nazionale d'Arte Moderna, Roma, 1988; Galleria Comunale d'Arte Moderna, Villa delle Rose, Bologna, 1990). Tra le personali più recenti si distinguono quelle di Graz (Neue Galerie im Landesmuseum Joanneum, 1998), Torino (Galleria Civica d'Arte Moderna e Contemporanea, 1999), Verona (Galleria d'Arte Moderna e Contemporanea Palazzo Forti, 2001), Milano (Fondazione Prada, 2003), Winterthur (Kunstmuseum, 2005) e Münster (Westfälisches Landesmuseum für Kunst und Kulturgeschichte, 2005).
Le mostre collettive, innumerevoli a partire dalla partecipazione al Premio Lissone nel 1961, includono le esposizioni legate all'Arte povera (1967-1971, 1984-85, 1997, 2001-02), le principali rassegne internazionali di arte italiana e numerose tra le più significative mostre dedicate agli sviluppi artistici della seconda metà del XX secolo (a titolo indicativo: Vitalità del negativo, Roma 1970; Contemporanea, Roma 1973; Projekt '74, Colonia 1974; Europe in the Seventies, Chicago e itinerante negli Stati Uniti 1977-78; Westkunst, Colonia 1981; '60-'80: Attitudes/concepts/images, Amsterdam 1982; An International Survey of Recent Painting and Sculpture, New York 1984; The European Iceberg, Toronto 1985; Transformations in Sculpture, New York 1985; Bilderstreit, Colonia 1989; 1965-1975: Reconsidering the Object of Art, Los Angeles 1995; The Last Picture Show: Artists Using Photography, 1960-82, Minneapolis e itinerante 2003-05). Paolini ha partecipato diverse volte alla Documenta di Kassel (1972, 1977, 1982, 1992) e alla Biennale di Venezia (1970, 1976, 1978, 1980, 1984, 1986, 1993, 1995, 1997).

## Collaborazioni teatrali
Nel corso della sua attività Paolini ha realizzato anche diverse scenografie teatrali: a partire dalle scene e dai costumi per il Bruto II di Vittorio Alfieri per la regia di Gualtiero Rizzi nel 1969, fino alle collaborazioni con Carlo Quartucci e la Zattera di Babele negli anni ottanta. Tra i progetti più recenti si distinguono le scene ideate per le Valchirie (2005) e il Parsifal (2007) di Richard Wagner al Teatro San Carlo a Napoli per la regia di Federico Tiezzi.

## Giulio Paolini nei musei
- Centro per l'arte contemporanea Luigi Pecci di Prato
- Galleria nazionale d'arte moderna e contemporanea  di  Roma
- MAMbo - Museo d'arte moderna di Bologna
- Museo d'arte contemporanea di Rivoli (TO)
- Museo d'arte contemporanea Donnaregina (MADRE) di Napoli
- Centro studi e archivio della comunicazione, Università di Parma
- Collezione Roberto Casamonti, Firenze

## Opere
Fin dagli esordi Paolini ha accompagnato la sua produzione con riflessioni scritte e note di commento, considerate come elementi complementari e paralleli all'immagine.
La sua prima raccolta di testi, Idem, è pubblicata da Einaudi nel 1975 con un saggio di Italo Calvino.
Tra le raccolte recenti si ricordano: la trilogia Lezione di pittura, Black out e Giro di boa edita fra il 1994 e il 1998 (Exit Edizioni, Ravenna), Quattro passi. Nel museo senza muse (Einaudi, Torino 2006), Dall'Atlante al Vuoto. In ordine alfabetico (Mondadori Electa, Milano 2010) e L'autore che credeva di esistere (Johan & Levi, Milano 2012). Nel 1995 Maddalena Disch ha curato un'edizione integrale degli scritti e delle interviste (Giulio Paolini: la voce del pittore. Scritti e interviste 1965-1995, ADV Publishing House, Lugano).
La prima monografia sull'artista, a cura di Germano Celant, è stata pubblicata nel 1972 a New York presso la Sonnabend Press. Le più significative pubblicazioni dedicate a Giulio Paolini, comprensive di antologie critiche e ricche documentazioni, sono costituite dai volumi realizzati in occasione delle mostre personali di Parma (1976), Ravenna (1985, Giulio Paolini. Tutto qui, Edizioni Essegi, Ravenna), Stoccarda (1986), Roma (1988), Graz (1998) e Milano (2003). Nel 1990 Francesco Poli ha curato una monografia per le Edizioni Lindau di Torino. Nel 1992 Marco Noire ha pubblicato Impressions graphiques. L'opera grafica 1967-1992 di Giulio Paolini, un catalogo generale delle edizioni grafiche.
Nel 2008 è uscito in due volumi presso l'editore Skira di Milano il Catalogo ragionato delle opere dal 1960 al 1999, curato da Maddalena Disch.